# Douglasia conservatorum
Douglasia conservatorum är en viveväxtart som beskrevs av Björk. Douglasia conservatorum ingår i släktet Douglasia och familjen viveväxter. Inga underarter finns listade i Catalogue of Life.